# Tuinkabouterbevrijdingsfront

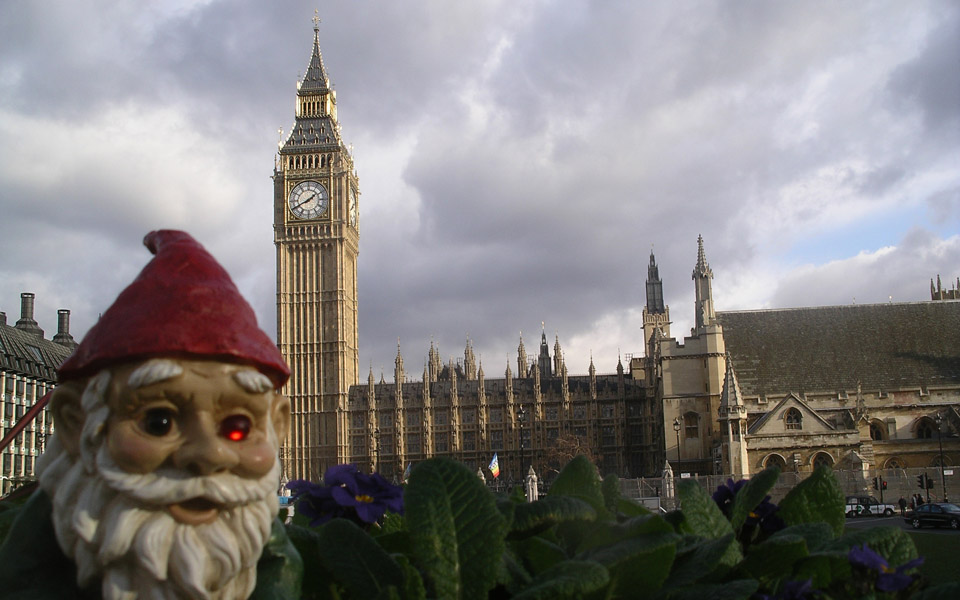
Een reizende tuinkabouter in Londen

Een tuinkabouterbevrijdingsfront is een beweging die zich inzet voor de vrijheid van tuinkabouters. Zij geloven dat tuinkabouters, net als mensen, recht hebben op vrijheid. De kabouters tegen hun wil opsluiten in tuinen zou immoreel zijn. Er zijn wereldwijd meerdere tuinkabouterbevrijdingsfronten actief.
Een dergelijke beweging heeft veelal een ludiek, humoristisch karakter, hoewel het in feite tevens kan leiden tot vandalisme en het ontvreemden van andermans eigendommen.
De oudste en meest bekende organisatie is het Franse Front de Libération des Nains de Jardin (FLNJ), dat ook een Belgische tak heeft. Een andere bekende beweging is de Movimento Autonomo per la Liberazione delle Anime da Giardino (MALAG), gevestigd in Italië. In het Engels staat de beweging bekend als Garden Gnome Liberation Front (GGLF).

## Werkwijze
De tuinkabouters worden door de actiegroepen uit hun tuinen gehaald. Wat er vervolgens met de kabouters gebeurt verschilt. Sommige verdwijnen voorgoed, andere worden teruggevonden in bossen, volgens de actiegroepen hun natuurlijke leefomgeving. Het MALAG slaat soms de tuinkabouters met een hamer kapot zodat hun ziel hun lichaam kan verlaten. Ook worden de kabouters weleens op wereldreis gestuurd. Bij bezienswaardigheden worden dan foto's genomen van de kabouter die vervolgens naar de eigenaar worden gestuurd. Het European Gnome Sanctuary (Nederlands: Europese kaboutertoevluchtsoord) in de gemeente Barga in Italië is sinds 1999 een toevluchtsoord voor alle bevrijde tuinkabouters. Op 11 juni 2021 werd het Tuinkabouterbevrijdingsfront in België onder de aandacht gebracht in het Radio1-programma Culture Club. Laster en Eerroof - Installateurs van Centrale Verwarring - brachten een ode aan het Tuinkabouter Bevrijdingsfront en wezen op het verborgen lijden in COVID-tijden.

## Bevrijdingsfronten in Nederland
In Nederland zijn verschillende kabouters uit tuinen gehaald door het Kabouter Bevrijdings Front (KBF) en het Kabouter Actie Front (KAF). Het KBF liet voor het eerst van zich horen in januari 2000 toen in Spijkenisse tuinkabouters massaal vrijgelaten werden in speeltuinen en parken. De jongeren streden voor een beter leven. In juni 2000 werden in Bergambacht 10 tuinkabouters uit tuinen gehaald. Een groepje jongeren werd 's nachts betrapt met een kist vol tuinkabouters met daarop "Kabouters Bevrijdingsfront" geschreven. In 2002 werden nog eens 18 kabouters door het KBF uit tuinen ontvreemd in Bergambacht. Het KAF werd in 2000 opgericht in Amsterdam. Hoeveel leden de organisaties hebben is niet bekend.
Tuinkabouterbevrijdingsfronten zijn voornamelijk ondergrondse organisaties omdat hun acties meestal in strijd met de wet zijn. Legale organisaties die zich inzetten voor de rechten van tuinkabouters zijn het Engelse Free The Gnomes en Franse Mouvement d'Émancipation des Nains de Jardin (MENJ of MENDJ).

## Splintergroepen
Door de jaren heen zijn er voorbeelden bekend geraakt van splintergroepen. Het gaat hier om organisaties die het bevrijden van tuinkabouters niet ver genoeg vonden gaan, of hier juist tegenin wilden gaan. Voorbeelden zijn het Tuin Ganzen Bevrijdingsfront, dat strijdt voor de terugkeer van tuinganzen en dergelijke naar natuurlijke meren en vijvers, en tuinkabouterbevrijders die ijveren voor de hereniging van een mannelijk en een vrouwelijk wezentje, omdat ook tuinkabouters recht hebben op liefde en relaties.
Er bestaat echter ook een Anti-Tuinkaboutersbevrijdingsfront. Zij vinden het "bevrijden" van tuinkabouters pure diefstal van anarchistische jongeren en gaan daarom 's nachts op pad om tuinkabouters in beton vast te metselen. Daarbij laten zij het in het midden of de eigenaars van de kabouter blij zijn met zo'n verankering.